# Genuchus basilewskyi
Genuchus basilewskyi är en skalbaggsart som beskrevs av Schein 1955. Genuchus basilewskyi ingår i släktet Genuchus och familjen Cetoniidae. Inga underarter finns listade i Catalogue of Life.